# Alcis fumosae
Alcis fumosae är en fjärilsart som beskrevs av Charles Stuart Gregson 1885. Alcis fumosae ingår i släktet Alcis och familjen mätare. Inga underarter finns listade i Catalogue of Life.